# Witte dwerg

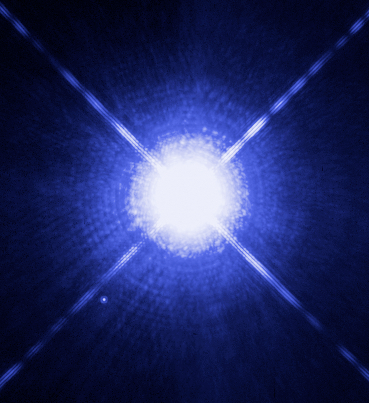
Sirius met Sirius B (linksonder)

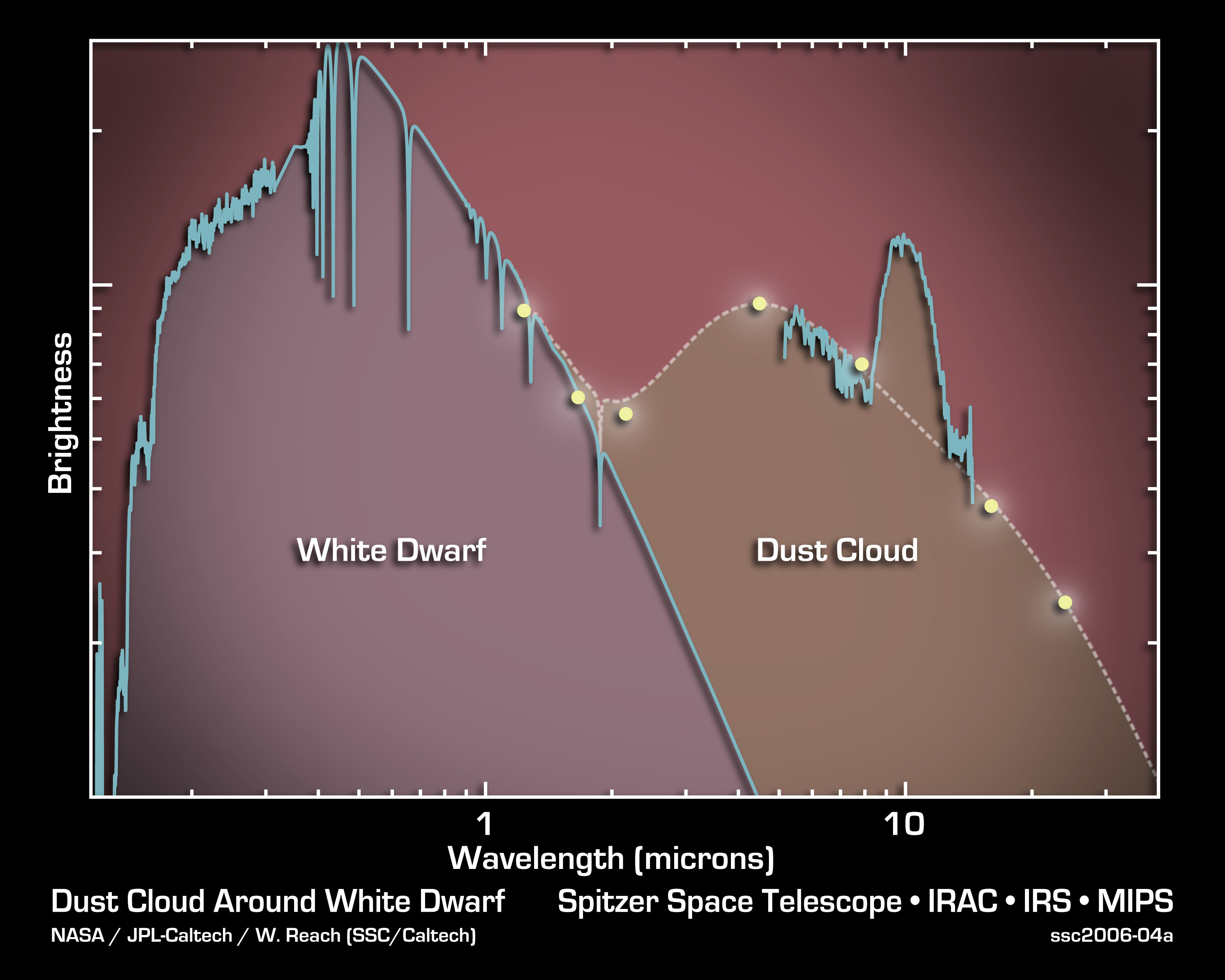
Spectrumanalyse van wittedwergster G29-38

Een witte dwerg is een van de mogelijke eindfasen van een ster die aan het einde van haar levenscyclus is gekomen. In een witte dwerg vinden geen kernreacties meer plaats.
De massa van de kern moet kleiner zijn dan 1,4 zonmassa's (Chandrasekhar-limiet) om de ster in een witte dwerg te laten veranderen. Is de massa groter, dan eindigt de ster als een neutronenster of een zwart gat.
Hoewel witte dwergen heel talrijk zijn, kan er geen enkele met het blote oog worden waargenomen. De eerst waargenomen witte dwerg (al werd die op het moment zelf nog niet als zodanig geklasseerd) was Sirius B in 1862 (door Alvan Clark) – aanwijzingen voor zijn aanwezigheid werden al in 1844 gevonden door Friedrich Bessel als onregelmatigheden in de baan van Sirius.

## Algemene kenmerken
Voordat een ster een witte dwerg wordt, zwelt ze eerst op tot een rode reus en stoot een deel van de materie af in de vorm van een planetaire nevel. De overblijvende kern (de centrale ster van de planetaire nevel) stort dan in elkaar. De witte dwerg die hierdoor ontstaat heeft een straal van enkele duizenden kilometers en een gigantische dichtheid van honderden ton per kubieke centimeter.
Van de momenteel bekende witte dwergen is de gemiddelde massa ca. 0,6 zonsmassa; de zwaarste heeft 1,33 keer de zonsmassa. Het volume van de bekende witte dwergen varieert van 0,8% tot 2% van dat van de zon. De gemiddelde dichtheid van een witte dwerg bedraagt zo'n 106 gram per cm³, variërend van 104 gram tot 107 gram per cm³. Dat betekent dat het zwaartekrachtsveld aan het oppervlak enkele honderdduizenden malen sterker is dan aan het aardoppervlak. Vanwege de kleine oppervlakte straalt een witte dwerg – ondanks zijn hoge oppervlaktetemperatuur – 100 tot 10 000 maal zo weinig licht uit als de zon.

## Atmosfeer en emissiespectra
Hoewel men ervan uitgaat dat de meeste witte dwergen bestaan uit koolstof en zuurstof, toont spectroscopie doorgaans aan dat hun uitgezonden straling door een atmosfeer van voornamelijk waterstof of helium heen komt. Het dominante element is over het algemeen duizend keer meer aanwezig dan alle andere. Zoals gesteld door Schatzman in de jaren veertig van de twintigste eeuw, houdt men de sterke zwaartekracht aan het oppervlak verantwoordelijk voor deze puurheid en voor het scheiden van de lichtere van de zwaardere elementen, de zwaardere eronder en de lichtere erboven.
Deze atmosfeer, het enige gedeelte van de witte dwerg dat wij kunnen waarnemen, wordt verondersteld het bovenste gedeelte van een omhulsel te zijn dat een restant is van een binnenste sterrenomhulsel uit de reuzentakfase van sterevolutie, en kan ook materie uit het interstellair medium bevatten. Dit omhulsel, stelt men, bestaat uit een heliumrijke laag met een massa van niet meer dan 1% van de totale stermassa, die, als de atmosfeer hoofdzakelijk uit waterstof bestaat, erbovenop een laag rijk in waterstof heeft, die minder dan 0,01% van de stermassa uitmaakt.
Hoewel ze erg dun zijn, bepalen deze buitenste lagen de thermische evolutie van de dwerg. De gedegenereerde elektronen (ontaarde materie) die de bulk van de witte dwerg uitmaken, geleiden hitte bijzonder goed. Het overgrote deel van de massa van de witte dwerg is daardoor op dezelfde hoge temperatuur (isotherm): met oppervlaktetemperaturen tussen 8000 en 16 000 kelvin hebben deze sterren een kerntemperatuur van ongeveer vijf miljoen tot twintig miljoen kelvin. Het trage afkoelingsproces van een witte dwerg wordt veroorzaakt door de voor straling ondoordringbare aard van de buitenste lagen.
| Primaire en secundaire eigenschappen | Primaire en secundaire eigenschappen                    |
| ------------------------------------ | ------------------------------------------------------- |
| A                                    | H lijnen aanwezig                                       |
| B                                    | He I lijnen                                             |
| C                                    | Continu spectrum; geen lijnen                           |
| O                                    | He II lijnen, vergezeld door He I of H lijnen           |
| Z                                    | Metaal lijnen                                           |
| Q                                    | Koolstof lijnen aanwezig                                |
| X                                    | Onduidelijk of een niet classificeerbaar spectrum       |
| Louter secundaire eigenschappen      |                                                         |
| P                                    | Magnetische witte dwerg met waarneembare polarisatie    |
| H                                    | Magnetische witte dwerg zonder waarneembare polarisatie |
| E                                    | Emissie lijnen aanwezig                                 |
| V                                    | Variabel                                                |

Spectra van vier witte dwergen in NGC 6397 met een standaard spectrum van een DA witte dwerg (met sterke waterstoflijnen)

De eerste poging tot het classificeren van witte dwergen lijkt van Gerard Kuiper in 1941 te zijn geweest. Verschillende classificatieschema's zijn sindsdien voorgesteld en in gebruik genomen. Het huidige systeem werd voorgesteld in 1983 door Edward M. Sion, Jesse L. Greenstein en hun medeschrijvers en is sindsdien meerdere malen bijgesteld. Het classificeert een spectrum met een symbolenreeks, beginnend met de letter D, hierna een letter die de primaire eigenschap van het spectrum omschrijft, daarna een optionele letter voor secundaire eigenschappen (zoals af te lezen in de aangrenzende tabel) en een nummer ter indicatie van de effectieve oppervlaktetemperatuur, te bereken door 50.400 K te delen door de gevonden waarde. Bijvoorbeeld:
- Een witte dwerg met hoofdzakelijk neutrale heliumionen in zijn spectrum en een effectieve temperatuur van 15.000 K kan de classificatie DB3 krijgen, of bij een precieze temperatuur meting DB3.5
- Een witte dwerg met een gepolariseerd magnetisch veld, een effectieve temperatuur van 17.000 K en een spectrum van hoofdzakelijk He-ionen met secundair ook H-emissielijn(en) mag de classificatie DBAP3 krijgen.

De symbolen ? en : mogen ook gebruikt worden als de correcte classificatie niet helemaal zeker is.
Witte dwergen waarvan de primaire spectrale classificatie DA is, hebben een hoofdzakelijke waterstofatmosfeer. Dit betreft het grootste gedeelte (ongeveer 80%) van alle geobserveerde witte dwergen. De volgende grootste klasse is DB met ongeveer 16%. De hete (boven de 15.000 K) DQ klasse (zo'n 0,1%) hebben hoofdzakelijk koolstofatmosferen. Dwergen geclassificeerd als DB, DC, DO, DZ en koelere DQ hebben een atmosfeer gedomineerd door helium. Als men ervan uitgaat dat koolstof en metalen niet aanwezig zijn, hangt de classificatie af van de effectieve temperatuur. Tussen 100.000 K en 45.000 K zal het spectrum de DO-classificatie krijgen, met een sterke emissielijn van He+. Van 30.000 K tot 12.000 K is het spectrum DB, met een neutrale heliumatmosfeer, en onder de 12.000 K is het spectrum continu en krijgt het een DC-classificatie. H2 is ook gedetecteerd in de spectra van sommige witte dwergen.
Rond de 25−35% van witte dwergen hebben metaallijnen in hun spectra, wat opmerkelijk is omdat zware elementen naar het binnenste van de dwerg zouden moeten zinken in een fractie van de levensduur van de dwerg. De beste verklaring hiervoor is dat metaalrijke witte dwergen recent nog een planetesimaal hebben verorberd.

## Uiteindelijke lot
De temperatuur van een jonge witte dwerg bedraagt vele tienduizenden K, waarbij hij heel langzaam afkoelt totdat de temperatuur zo laag wordt dat de witte dwerg geen licht meer geeft; in deze fase is de witte dwerg een zwarte dwerg geworden. Het afkoelen neemt tientallen miljarden jaren in beslag, maar volgens sommige theorieën nog veel langer, tot wel 1036 jaar (afhankelijk van het al dan niet optreden van protonverval en/of de geldigheid van bepaalde unificatietheorieën). Aangezien het heelal pas 13,7 miljard jaar oud is, wordt aangenomen dat zwarte dwergen in het huidige heelal nog helemaal niet bestaan. De oudste bekende witte dwergen (zoals WD 0346+246) hebben een temperatuur van 4000 kelvin of iets minder.
Volgens nieuw onderzoek is het ook mogelijk dat verschillende witte dwergen botsen en als het ware samengroeien tot een massiever geheel, waarna er een Supernova type Ia ontstaat. Dit zou zich met name voordoen in elliptische sterrenstelsels.

## Eerste ontdekkingen
De eerste ster die als een witte dwerg werd aangemerkt is 40 Eridani B (onderdeel van de drievoudige ster 40 Eridani), die samen met 40 Eridani C op 31 januari 1783 voor het eerst was waargenomen door William Herschel. In 1910 merkten Henry Norris Russell, Edward Charles Pickering en Williamina Fleming op dat 40 Eridani B tot de spectraalklasse A (wit) behoorde, ondanks het feit dat de ster maar weinig licht uitstraalde. In 1915 ontdekte Walter Adams dat de al eerder ontdekte ster Sirius B tot dezelfde spectraalklasse behoorde.
De benaming white dwarf  (in het Nederlands vertaald als "witte dwerg") voor dit type compacte sterren is naar verluidt in 1922 voor het eerst gebruikt door de Nederlands-Amerikaanse astronoom Willem Luyten, en vond hierna algemeen ingang dankzij Arthur Eddington.
In 1917 ontdekte Adriaan van Maanen een derde witte dwerg, nu bekend als de Ster van Van Maanen. Sindsdien werden er aan de hand van hun eigenbeweging snel meer witte dwergen ontdekt; omstreeks 1950 waren er bijna 100 bekend. In 1999 waren er al meer dan 2.000 witte dwergen bekend. Dankzij Sloan Digital Sky Survey worden ze tegenwoordig in grote aantallen gevonden.
In 2010 werd een dubbelster ontdekt die bestaat uit twee witte dwergen, NLTT 11748.

## Ontaarding
Een witte dwerg stort niet verder in door het uitsluitingsprincipe van Pauli in combinatie met het onzekerheidsprincipe van Heisenberg.
- Het uitsluitingsprincipe van Pauli zegt dat hooguit twee elektronen dezelfde positie en impuls mogen hebben.
- Het onzekerheidsprincipe van Heisenberg ({\displaystyle \Delta x\cdot \Delta p=\hbar /2}, met {\displaystyle \hbar } de constante van Dirac) zegt dat als elektronen ruimtelijk (x) dichter bij elkaar komen, hun impuls (p) moet toenemen.

In een witte dwerg zijn de elektronen zo dicht op elkaar gedrukt dat er geen lage energieniveaus meer beschikbaar zijn, waardoor de elektronen een grotere impuls moeten krijgen. Die impuls zorgt voor het ontstaan van een druk waardoor de witte dwerg ondanks zijn eigen zwaartekracht niet verder kan instorten. Elektronen in deze toestand heten ontaard.
De natuurkundige vergelijkingen die voor ontaarde materie gelden, zijn relatief eenvoudig: de druk hangt alleen af van de dichtheid, de temperatuur doet er niet toe. Witte dwergen waren hierdoor de eerste sterren waarvoor nauwkeurige theoretische modellen konden worden berekend. Subramanyan Chandrasekhar heeft op dit gebied in de jaren 1930 pionierswerk verricht, en het was onder meer voor deze ontdekking dat hij in 1983 de Nobelprijs voor Natuurkunde kreeg. Het bleek dat er voor witte dwergen een eenvoudig verband geldt tussen massa en straal: hoe zwaarder de witte dwerg is, des te kleiner hij moet zijn – precies het tegendeel van wat men intuïtief zou verwachten en wat voor "normale" sterren geldt. De theoretische grens waarbij de straal 0 zou worden bereikt, komt overeen met de Chandrasekhar-limiet van 1,4 zonsmassa. De ster WD 1859+148 komt met een diameter van 4300 km in de buurt van die limiet; afhankelijk van haar inwendige samenstelling zou de massa tussen 1,33 en 1,36 zonsmassa liggen.

## Wiskundig model
Een model voor een witte dwerg is veel eenvoudiger dan een model voor een gewone ster. Dit is een gevolg van de ontaarding, waardoor de druk, dichtheid en massaverdeling kunnen berekend worden doorheen de witte dwerg zonder de temperatuur nodig te hebben. Een eenvoudig model bestaat uit drie vergelijkingen:
- De vergelijking van hydrostatisch evenwicht:

{\displaystyle dP(r)\,=\,-\,{\frac {\rho GM_{r}}{r^{2}}}\,dr}
- De vergelijking die de massaverdeling beschrijft:

{\displaystyle dM_{r}\,=\,4\pi r^{2}\rho dr}
- Het verband tussen druk en dichtheid in geval van elektronenontaarding. Dit maakt gebruik van de hulpfunctie f(x):

{\displaystyle f(x)\,=\,(2x^{3}-3x){\sqrt {1+x^{2}}}\,+\,3\,ln(x+{\sqrt {1+x^{2}}})}
Druk en dichtheid zijn dan gekoppeld door:
{\displaystyle P\,=\,6.01\,10^{22}f(x)}
{\displaystyle \rho \,=\,9.82\,10^{5}\mu _{e}x^{3}}
waarbij {\displaystyle \mu _{e}} de gemiddelde molaire massa is. In het inwendige van een witte dwerg is dit gelijk aan 2. 
Concreet wordt gestart van een centrale dichtheid. Deze dient als beginvoorwaarde voor de vergelijking van hydrostatisch evenwicht. De beginvoorwaarde van de massavergelijking is 0, want binnen een bol met straal 0 kan zich geen massa bevinden. De eerste stap vanuit het centrum moet worden uitgevoerd door Taylorreeksontwikkelingen van de twee genoemde differentiaalvergelijkingen ten einde een deling door nul te vermijden. 
De twee differentiaalvergelijkingen (voor de massaverdeling en voor hydrostatisch evenwicht) worden numeriek opgelost. Bij elke stap doorheen de witte dwerg kan dan de bijhorende dichtheid berekend worden vanuit de druk. Dit vereist het oplossen van de hulpfunctie f(x), hetgeen snel en efficiënt kan gebeuren door gebruik te maken van de methode van Newton-Raphson. De waarde van x van de vorige stap kan hierbij als startwaarde gebruikt worden.
De iteraties worden gestopt wanneer de druk negatief geworden is, hetgeen betekent dat de rand van de ster overschreden is. De rand zelf kan dan geïnterpoleerd worden tussen de laatste laag met positieve druk en de laag met negatieve druk. Dit eenvoudige model houdt geen rekening met een eventuele atmosfeer.
Onderstaande tabel toont de resultaten van dit wiskundige model van een witte dwerg. Links de logaritme van de centrale dichtheid, daarnaast de massa uitgedrukt in zonnemassa en vervolgens de straal uitgedrukt in kilometer. Centrale dichtheden van witte dwergen zijn gesitueerd tussen {\displaystyle 10^{8}\,kg/m^{3}} en {\displaystyle 10^{15}\,kg/m^{3}}. Uit de tabel blijkt dat de massa niet boven de 1.44 zonnemassa kan uitstijgen, en dat een zwaardere witte dwerg ook een kleinere straal heeft.
| Log(centr.dichtheid) | Massa (Zonsmassa) | Straal (km) |
| -------------------- | ----------------- | ----------- |
| 8.39                 | 0.22              | 13887       |
| 9.29                 | 0.50              | 9607        |
| 10.20                | 0.89              | 6495        |
| 11.00                | 1.16              | 4291        |
| 11.83                | 1.33              | 2708        |
| 13.00                | 1.42              | 1326        |
| 14.00                | 1.44              | 665         |

## Koolstof en zuurstof
Men denkt dat witte dwergen bestaan uit koolstof en zuurstof (volledig geïoniseerd in de vorm van een dicht plasma), met een atmosfeer van waterstof en helium.
Deze elementen zijn, toen de ster nog een "gewone" ster was, ontstaan bij het volgende fusieproces:
Eerst werd waterstof omgezet in helium:

4(1H) → 4He+2 positronen+2 neutrino's

Toen de waterstof was "opgebrand", nam de druk door de zwaartekracht toe en vond de volgende stap plaats waarbij helium fuseerde tot koolstof (het triple-alfaproces):

3(4He) → 12C

Daarna volgde een reactie waarbij zuurstof werd gevormd

12C +4He → 16O